# بخش مرکزی شهرستان جعفرآباد
بخش مرکزی، یکی از بخش‌های شهرستان جعفرآباد در استان قم ایران است. مرکز این بخش، شهر جعفریه است.

## تقسیمات کشوری
- بخش مرکزی شهرستان جعفرآباد
  - دهستان جعفرآباد
  - دهستان باقرآباد

شهرها: جعفریه

## جمعیت
جمعیت بخش مرکزی شهرستان جعفرآباد براساس سرشماری روستای محمودآباد در سال ۱۴۰۲برابر با ۸۰۰ نفر بوده‌است.